# Dilemma (film)
Dilemma er en dansk spillefilm fra 1962 med instruktion og manuskript af Henning Carlsen. Filmen, der blev optaget illegalt i Sydafrika, er baseret på Nadine Gordimers roman I fremmed land (A World of Strangers) fra 1958. Den havde premiere 4. oktober 1962 i Nygade Teatret i København. 30 år vendte Henning Carlsen tilbage til Sydafrika, hvor han mødte nogle af de medvirkende i Anders Østergaards dokumentarfilm Gensyn med Johannesburg fra 1996.

## Handling
En ung englænder - Toby Hood - er kommet til Sydafrika for at overtage ledelsen af et stort engelsk forlags Johannesburg-filial. Hans forhåndskendskab til sydafrikanske forhold er ret tilfældigt og temmelig overfladisk, og han nærmer sig denne "verden af fremmede" fra samme side som flertallet, der direkte får noget med Sydafrika at gøre: fra den forretningsmæssige side. I sin ensomhed i den fremmede by benytter han en familieintroduktion til at komme ind i den hvide overklasses selskabsverden.

## Medvirkende
- Ivan Jackson - Toby Hood
- Zakes Mokae - Steven Sitole
- Evelyn Frank - Anna Louw
- Marijke Haakman - Cecil Alexander
- Gideon Noomalo - Sam Mofokenzazi
- Cocky Tlhotlhalemaje - Amon
- Shirley Jeffery - Mrs. Jarvis